# Artiom Timoféiev
Artiom Valérievitx Timoféiev (en rus, Артём Валерьевич Тимофеев) —nascut el 6 de gener de 1985— és un jugador d'escacs rus, que va obtenir grans resultats en època juvenil. Té el títol de Gran Mestre des de 2003.
A la llista d'Elo de la FIDE del maig de 2022, tenia un Elo de 2574 punts, cosa que en feia el jugador número 32 (en actiu) de Rússia. El seu màxim Elo va ser de 2690 punts, a la llista de juliol de 2010 (la posició 47 al rànquing mundial).

## Resultats destacats en competició
El primer gran resultat de Timoféiev es produí quan va guanyar el Campionat d'Europa sub-18 el 2000; el mateix any fou 1r a Prešov. El 2002, fou primer a Sant Petersburg. El 2004, va empatar als llocs 1r-6è al gran Obert de Cappelle-la-Grande amb Ievgueni Naier, Kaido Külaots, Zoltan Gyimesi, Sergey Grigoriants i Oleg Kornéiev. El 2005 va guanyar el Campionat de Rússia sub-20, empatà als llocs 2n-5è amb Kamil Mitoń, Zhang Pengxiang i Lázaro Bruzón a la Samba Cup a Skanderborg, fou 3r al Torneig de Sarajevo, i 2n al d'Amsterdam. A finals d'any, va participar en la Copa del món de 2005 a Khanti-Mansisk, un torneig classificatori per al cicle del Campionat del món de 2007, on va tenir una mala actuació i fou eliminat en segona ronda per Emil Sutovsky.
El 2008 va guanyar l'Obert de Moscou i fou 1r a Novokouznetsk. El 2010, obtingué el tercer lloc i la medalla de bronze a l'11è Campionat d'Europa individual celebrat a Rijeka (el campió fou Ian Nepómniasxi).
El novembre de 2010 fou segon a la final de la Copa de Rússia, en ser superat per Zavèn Andriassian a la segona partida de la final.
Entre l'agost i el setembre de 2011 participà en la Copa del món de 2011, a Khanti-Mansisk, un torneig del cicle classificatori pel Campionat del món de 2013, i hi va tenir una mala actuació; fou eliminat en primera ronda per Siarhei Azàrau (½-1½).

### Participació en competicions oficials per equips nacionals
Timoféiev va jugar, com a primer tauler suplent de l'equip rus, al Campionat d'Europa d'escacs per equips celebrat a Göteborg el 2005.
| Any  | Olimpíada                     | Ciutat   | Elo propi | Tauler     | Guanyades | Taules | Perdudes | Punts | %     | Class.Equip |
| ---- | ----------------------------- | -------- | --------- | ---------- | --------- | ------ | -------- | ----- | ----- | ----------- |
| 2005 | Campionat d'Europa per equips | Göteborg | 2661      | 1r suplent | 3         | 2      | 2        | 4     | 57,1% | 14è (de 38) |